# Pritchardia
Pritchardia ist eine Pflanzengattung innerhalb der Familie der Palmengewächse (Arecaceae). Diese Gattung mit fast 30 Arten auf den Inseln des südwestlichen und zentralen Pazifik, hat ihren Verbreitungsschwerpunkt auf den Hawaii-Inseln.

## Beschreibung

### Habitus
Pritchardia-Arten sind mäßig große, solitäre, unbewehrte Fächerpalmen. Der Stamm ist aufrecht, manchmal tief gefurcht, und mit dicht stehenden Blattnarben besetzt.

### Blätter
Die Blätter sind induplicat gefaltet und costapalmat. Bei jungen, noch stammlosen Individuen verbleiben sie nach dem Absterben an der Pflanze (Marzeszenz), bei älteren Pflanzen fallen sie unter dem eigenen Gewicht ab. Die Blattscheide ist behaart und zerfällt bald zu Fasern. Der Blattstiel ist lang, an der Oberseite flach oder mit einer Rille, die Unterseite ist rundlich oder eckig. Der Stiel geht ohne Übergang in die Costa (Mittelrippe) über. Die Hastula der Blattoberseite ist eine Kante mit einem zentralen Punkt, die Hastula der Unterseite fehlt.
Die Blattspreite ist zu einem Drittel bis zur Hälfte des Radius entlang der adaxialen Falten in einfach gefaltete Segmente geteilt. Entlang der abaxialen Falten sind sie nur seicht eingeschnitten. Filamente zwischen den Falten sind häufig vorhanden. Die Segmente sind steif und stehen in einer Ebene, oder sie sind unterschiedlich hängend. Die Oberflächen sind ähnlich, oder sie die Unterseiten sind deutlich glauk. Häufig sind sie auch an den Rippen deutlich behaart, auch kleine Schuppen sind häufig.

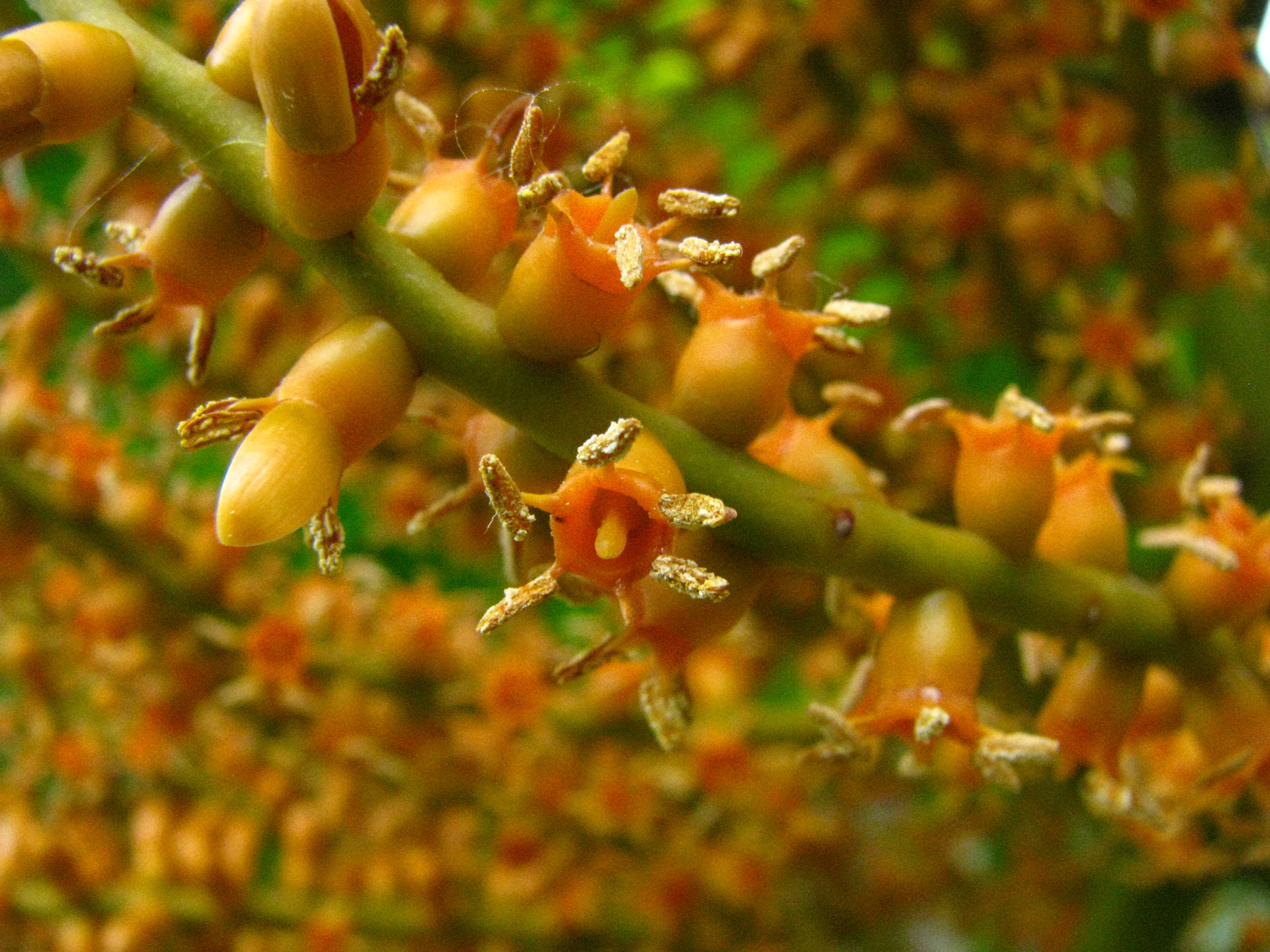
Blüten von Pritchardia remota

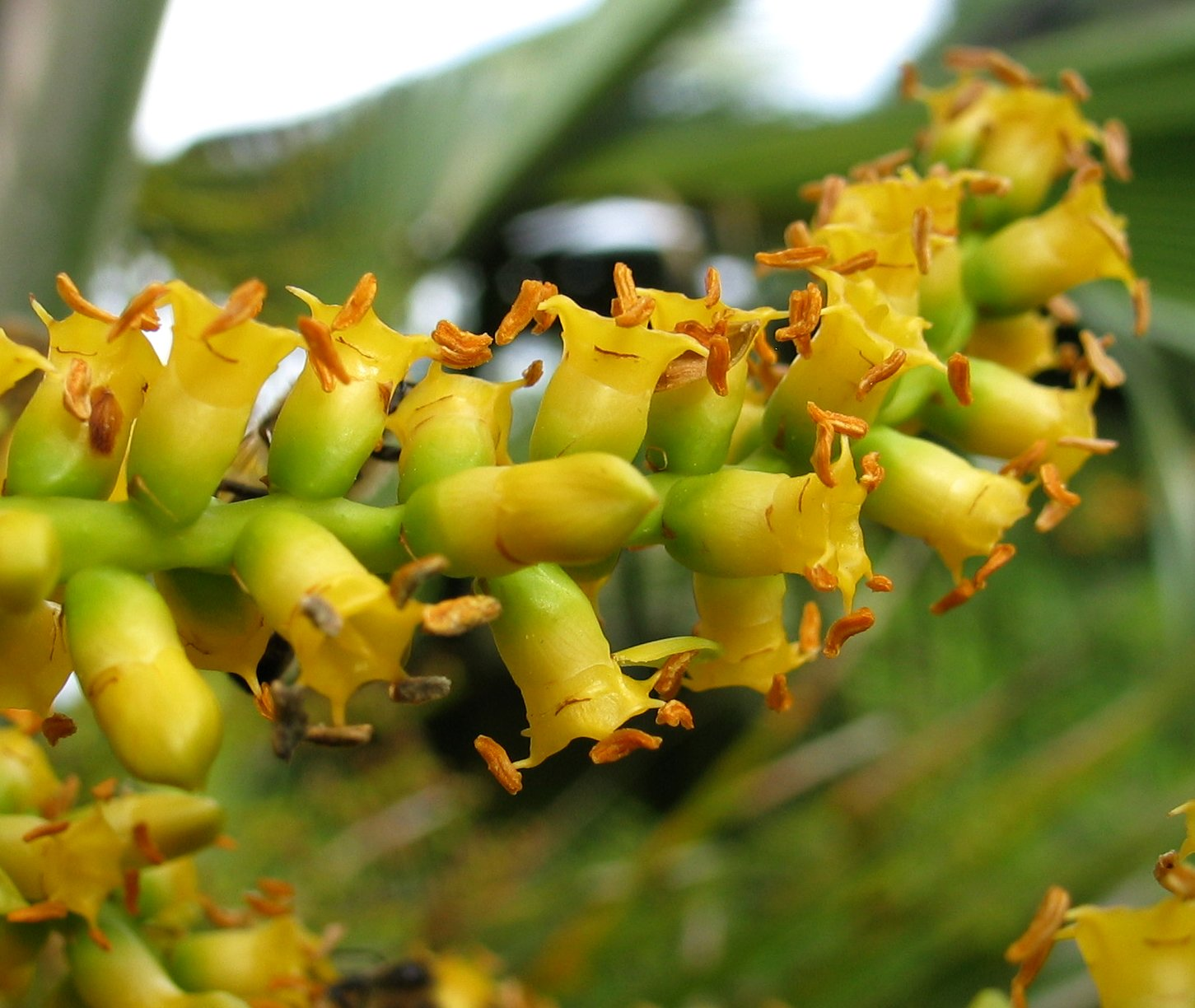
Blüten von Pritchardia martii

### Blütenstände
Pritchardia-Arten sind mehrmals blühend. Die Blütenstände stehen einzeln zwischen den Blättern (interfoliar), oder zu zweit oder dritt in einer Blattachsel. Sie sind dann vom gemeinsamen Vorblatt eingehüllt. Ein Blütenstand ist dreifach verzweigt. Der Blütenstandsstiel ist auffallend, steif, aufrecht bis hängend, kürzer oder länger als die Blätter. Das Vorblatt ist röhrig, zweikielig, eng anliegend, dicht behaart und zerfällt manchmal zu Fasern. Am Stiel gibt es mehrere Hochblätter, diese ähneln dem Vorblatt, reißen gerne entlang einer Seite auf, sind manchmal aufgeblasen. Adaxial sind sie kahl, abaxial dicht behaart, selten später verkahlend. Die Blütenstandsachse ist deutlich kürzer als der Stiel. Die blütentragenden Achsen (Rachillae) sind gerade, gebogen oder leicht zickzack-artig. Sie stehen häufig gedrängt und bilden so einen Kopf von Blüten. Die Rachillae sind kahl oder leicht bis dicht behaart und tragen in spiraliger Anordnung kleine Hochblätter, die je eine Einzelblüte tragen.

### Blüten
Die Blüten sind zwittrig. Sie sind sitzend oder stehen an niedrigen Tuberkeln. Brakteolen sind nicht erkennbar. Der Kelch ist röhrig, flach dreizipfelig, eher dick und lederig. Die Krone überragt den Kelch deutlich, ist lederig, an der Basis röhrig, und oben in drei längliche, valvate Zipfel geteilt. Die Zipfel bilden eine Kappe, die zur Anthese abfällt. Die sechs Staubblätter stehen nahe dem Röhrenschlund, die Filamentbasen sind verwachsen und bilden eine auffällige Röhre, die über den Kelch hinausragt. An den kurzen frei Spitzen sitzen die latrorsen Antheren. Das Gynoeceum besteht aus drei keilförmigen Fruchtblättern. Im unteren Bereich sind sie frei, im Bereich des gemeinsamen, langen Griffels sind sie verwachsen. Die Narbe ist klein und dreilappig. Die Samenanlage setzt basal an und ist anatrop. Der Pollen ist ellipsoidisch und besitzt eine leichte bis deutliche Asymmetrie, manchmal ist der Pollen abgeflacht dreieckig. Die Keimöffnung ist ein distaler Sulcus.

### Früchte und Samen
Die Früchte sind kugelig bis eiförmig und entwickeln sich aus nur einem Fruchtblatt. Sie tragen apikal die Narbenreste und die Reste der nicht entwickelten Fruchtblätter. Der Kelch ist ausdauernd. Das Exokarp ist glatt, das Mesokarp ist eher dünn, fleischig, und faserig, das Endokarp ist dünn, holzig und eher spröde. Der Samen ist kugelig, setzt basal oder subbasal an, hat einen rundlichen Nabel (Hilum). Das Endosperm ist homogen. Die Samenschale ist beim Hilum leicht verdickt, aber reicht nicht in das Endosperm hinein.

### Chromosomensätze
Die Chromosomenzahl beträgt 2n = 36, 36 ± 2.

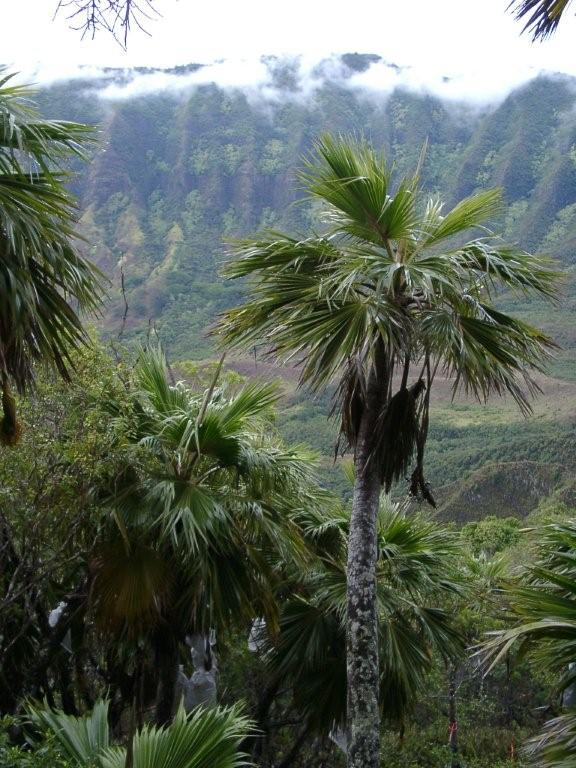
Pritchardia kaalae

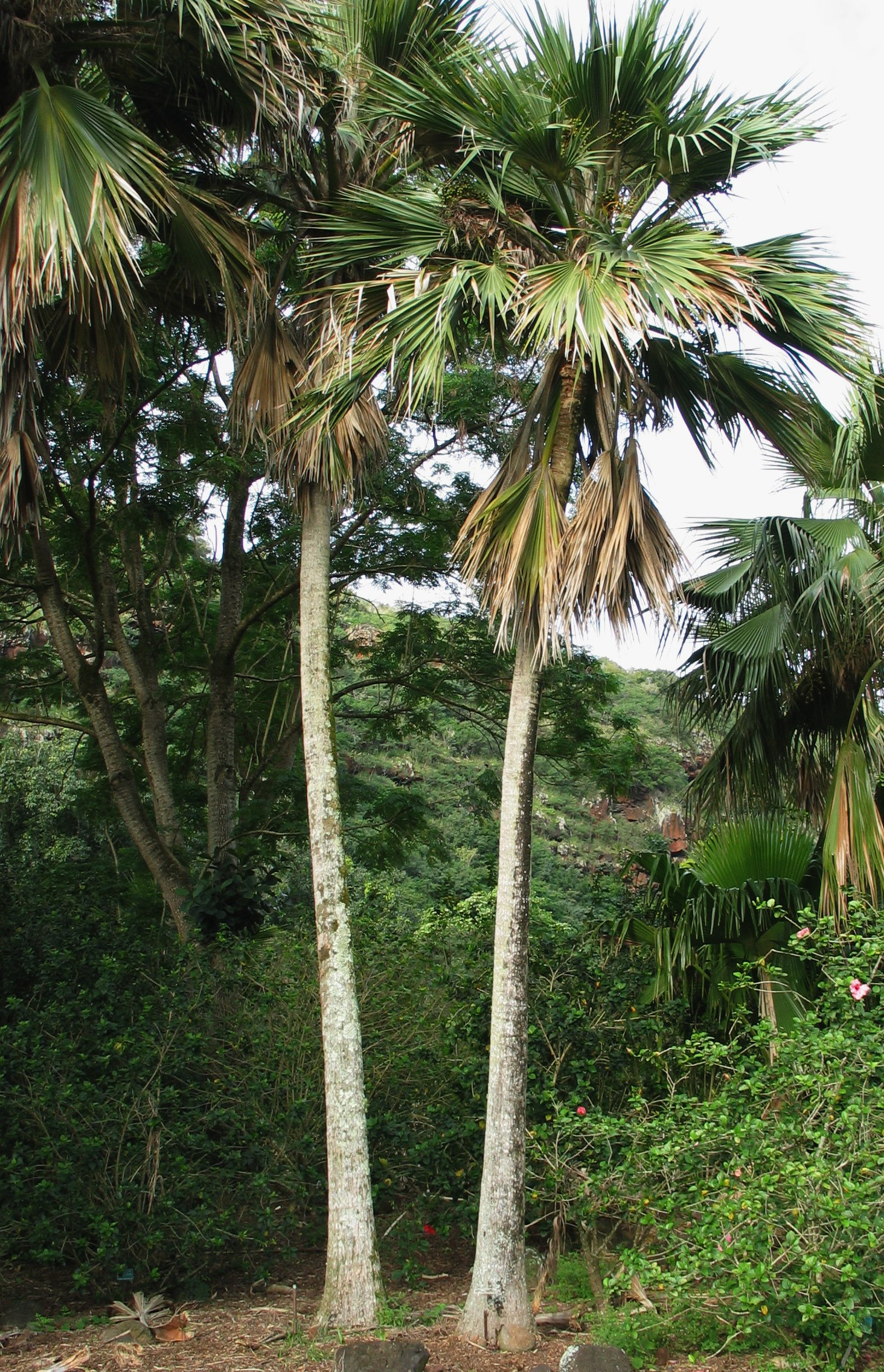
Pritchardia maideniana

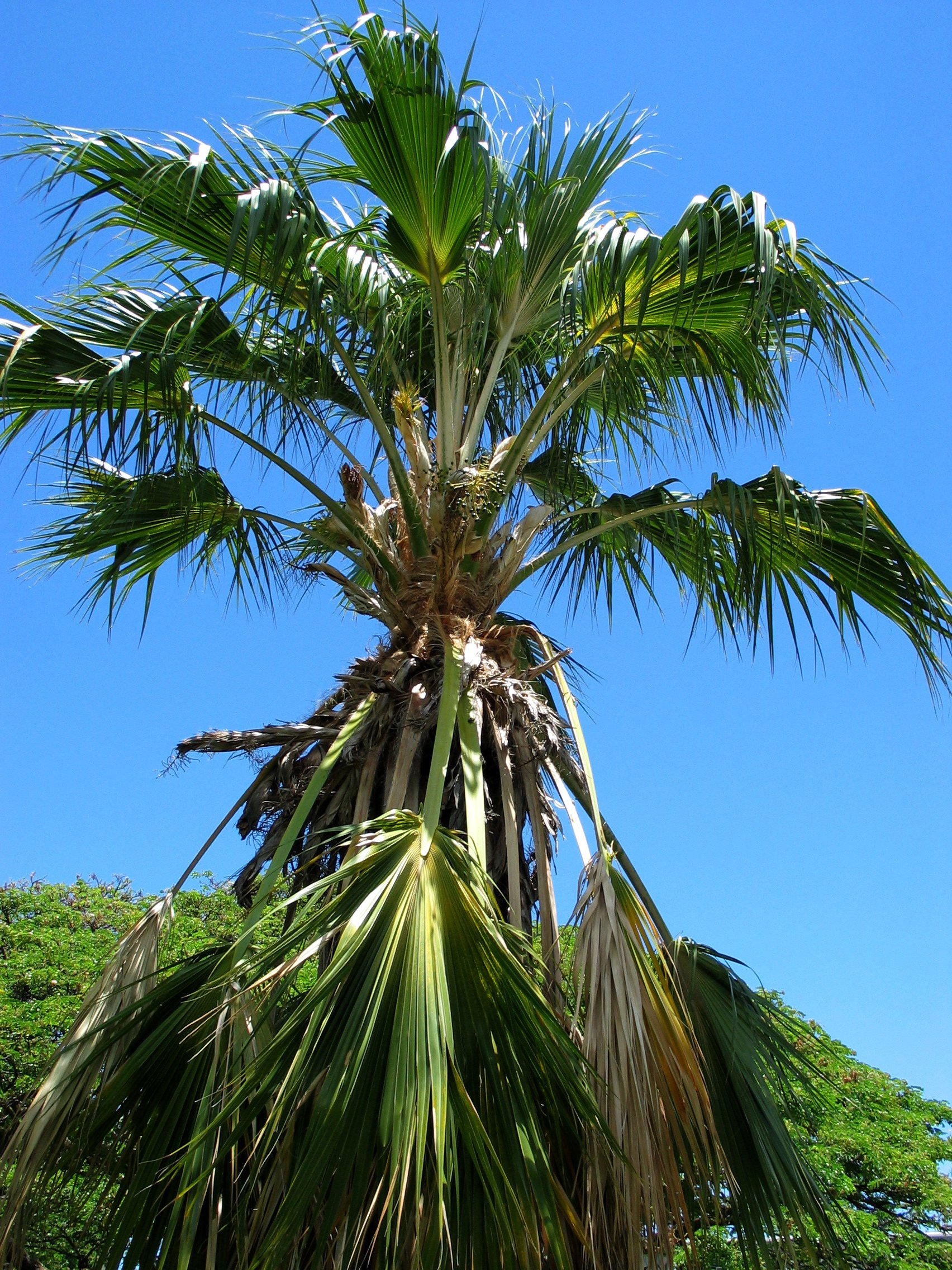
Pritchardia napaliensis

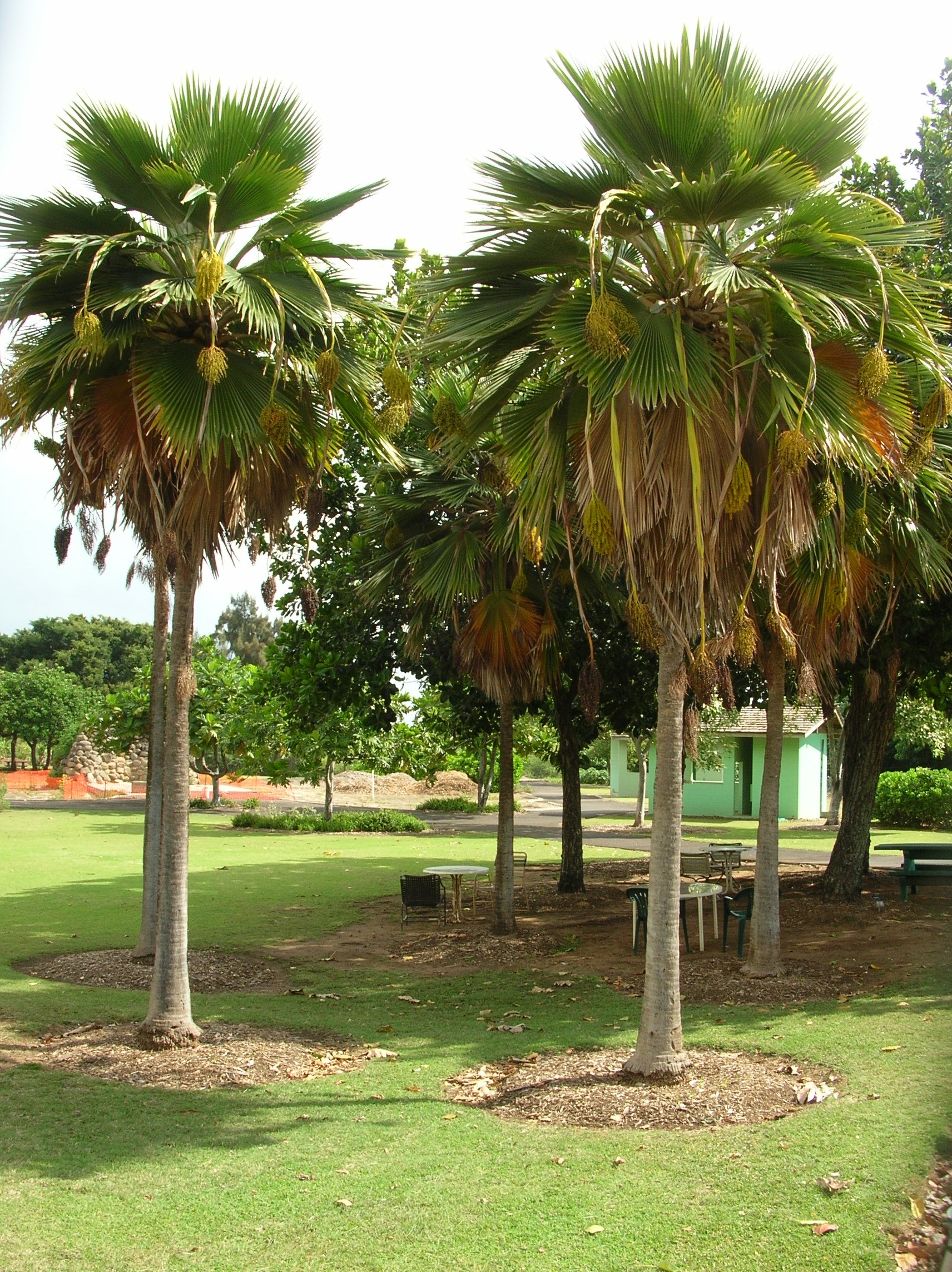
Pritchardia thurstonii

## Vorkommen
Pritchardia kommt auf Fidschi, Tonga, den Danger Islands und auf den Hawaii-Inseln vor. Mit Ausnahme von fünf Arten sind alle auf Hawaii endemisch. Etliche Arten sind sehr selten und gefährdet, manche seit Jahren verschollen.
Die meisten der hawaiianischen Arten wachsen auf den windzugewandten Hängen der Inseln in den feuchten Wäldern von Meeresniveau bis in Höhenlagen von 1600 Metern. Wenige Arten kommen in den trockenen Wäldern der windabgewandten Seiten vor.

## Systematik

### Taxonomie
Pritchardia wurde durch Berthold Carl Seemann und Hermann Wendland 1862 in Bonplandia. Zeitschrift für die gesammte Botanik, Band 10, Seite 197 als aufgestellt. Typusart der Gattung ist Pritchardia pacifica Seem. & H. Wendl. ex H. Wendl. Der Gattungsname ehrt William Thomas Pritchard (1829–1907), einen britischen Konsul auf Fidschi. Synonyme für Pritchardia Seem. & H.Wendl. sind Eupritchardia Kuntze und Styloma O.F.Cook.

### Äußere Systematik
Die Gattung Pritchardia Seem. & H.Wendl. gehört zur Tribus Trachycarpeae in der Unterfamilie Coryphoideae innerhalb der Familie Arecaceae gestellt. Innerhalb der Tribus kann sie jedoch keiner Subtribus zugeordnet werden. Pritchardia ist möglicherweise die Schwestergruppe von Washingtonia. Die Gattung Pritchardia ist wahrscheinlich monophyletisch.

### Arten und ihre Verbreitung
In der World Checklist of Selected Plant Families der Royal Botanic Gardens, Kew, werden folgende Arten anerkannt:
- Pritchardia arecina Becc.: Sie ist im östlichen Maui endemisch.
- Pritchardia bakeri Hodel: Sie ist ein Endemit von Oʻahu.
- Pritchardia beccariana Rock: Sie ist ein  Endemit des Mauna Loa auf Hawaii.
- Pritchardia flynnii Lorence & Gemmill: Sie ist ein Endemit von Kauai.
- Pritchardia forbesiana Rock: Sie kommt nur im östlichen Molokai und im westlichen Maui vor.
- Pritchardia glabrata Becc. & Rock: Sie kommt nur auf Lanai und im westlichen Maui vor.
- Pritchardia gordonii Hodel: Sie kommt nur auf Kohala auf Hawaii vor.
- Pritchardia hardyi Rock: Sie kommt nur auf Kauai vor.
- Pritchardia hillebrandii Becc.: Sie kommt nur im nördlichen Molokai vor.
- Pritchardia kaalae Rock: Sie kommt nur im westlichen Oʻahu vor.
- Pritchardia kahukuensis Caum: Sie ist ein Endemit der Ko'olau Mountains auf Oʻahu.
- Pritchardia lanigera Becc.: Sie ist ein Endemit von Hawaii.
- Pritchardia lowreyana Rock ex Becc.: Sie kommt nur auf Oʻahu und im östlichen Molokai vor.
- Pritchardia maideniana Becc.: Sie ist ein Endemit von Hawaii.
- Pritchardia martii (Gaudich.) H.Wendl.: Sie ist ein Endemit von Oʻahu.
- Pritchardia minor Becc.: Sie ist ein Endemit von Kauai.
- Pritchardia mitiaroana J.Dransf. & Y.Ehrh.: Sie ist ein Endemit von Mitiaro von den Cook-Inseln und von Makatea und Niau von Tuamotu.
- Pritchardia munroi Rock: Sie ist ein Endemit von Molokai und von Maui.
- Pritchardia napaliensis H.St.John: Sie ist ein Endemit von Kauai.
- Pritchardia pacifica Seem. & H.Wendl.: Die Heimat ist Vavaʻu von den Tongainseln.
- Pritchardia perlmanii Gemmill: Sie ist ein Endemit von Kauai.
- Pritchardia remota (Kuntze) Becc.: Sie ist ein Endemit von Nihoa und Niihau von den Hawaiiinseln.
- Pritchardia schattaueri Hodel: Sie ist ein Endemit von Hawaii.
- Pritchardia tahuatana Butaud & Hodel: Die 2017 erstbeschriebene Art kommt auf den Marquesas-Inseln Tahuata und Fatuiva vor.[2]
- Pritchardia thurstonii F.Muell. & Drude: Sie ist ein Endemit der östlichen Fidschiinseln und von Tonga.
- Pritchardia viscosa Rock: Sie ist ein Endemit von Kauai.
- Pritchardia vuylstekeana H.Wendl.: Sie kommt nur auf Tuamotu vor.
- Pritchardia waialealeana Read: Sie ist ein Endemit von Kauai.
- Pritchardia woodii Hodel: Sie ist ein Endemit des östlichen Maui.